# Stadion Juliska
Das Stadion Juliska, häufig auch Stadion na Julisce ist ein Fußballstadion mit Leichtathletikanlage in der tschechischen Hauptstadt Prag. Der Fußballverein FK Dukla Prag trägt hier seit dem Jahr 1960 seine Heimspiele aus. Benannt ist es nach der ehemaligen Siedlung Juliska, die zum nordwestlichen Prager Stadtteil Dejvice gehört. 
Das 8150 Zuschauer fassende Stadion besteht aus einer großen überdachten Sitzplatztribüne. Es ist jährlicher Veranstaltungsort des EAA-Leichtathletik-Meetings Memoriál Josefa Odložila. Der Eigentümer ist das tschechische Verteidigungsministerium.